# Spedizioni celtiche nei Balcani
Le spedizioni celtiche in Grecia e nella penisola balcanica furono una serie di movimenti di popolazioni e di spedizioni militari, ben attestate da fonti greche e confermate dai ritrovamenti archeologici, le quali tra lo scorcio del IV secolo a.C. e i primi decenni del III secolo a.C., determinarono la penetrazione di ondate di Celti nella Penisola balcanica, fino a raggiungere Delfi. 

Rappresentazione schematica delle spedizioni celtiche in Grecia, nei Balcani ed in Asia Minore

Il retroterra storico che favorì le invasioni celtiche nella penisola va ricercato nel mutato quadro degli equilibri europei: la civiltà celtica, al suo apogeo, sperimentava una fase di espansione proprio mentre nella penisola italiana si registrava l'ascesa di Roma; più vulnerabile era quindi il mondo ellenico, alle prese con la conflittuale successione ad Alessandro Magno.
Le incursioni nella penisola balcanica sortirono conseguenze effimere: laddove i Celti presero piede, come nel regno di Tylis o in Tracia, la loro egemonia fu di breve durata.
L'unico effetto duraturo fu l'enclave dei Galati negli altopiani dell'Anatolia centrale; ma la vicenda di questo popolo ebbe un peso abbastanza marginale nella successiva storia del Mediterraneo.
L'effetto perturbativo delle invasioni ebbe un ruolo limitato nelle dinamiche politiche che erano in atto nel nascente aggregato politico ellenistico.
Importanti e durature furono invece le conseguenze culturali. I rapporti che i Celti instaurarono con il Mediterraneo, aprirono la Cultura di La Tène all'assimilazione e alla rielaborazione, di elementi provenienti dal mondo ellenistico e cartaginese. Il fenomeno evolutivo, oltre che nel campo artistico e artigianale, incise profondamente nella sfera economico-sociale: ne sono esempi, in particolare, la diffusione della moneta, secondo modelli mediterranei, e alcuni aspetti dell'organizzazione amministrativa e urbana, che andò progressivamente modellandosi su una più complessa topologia reticolare. 

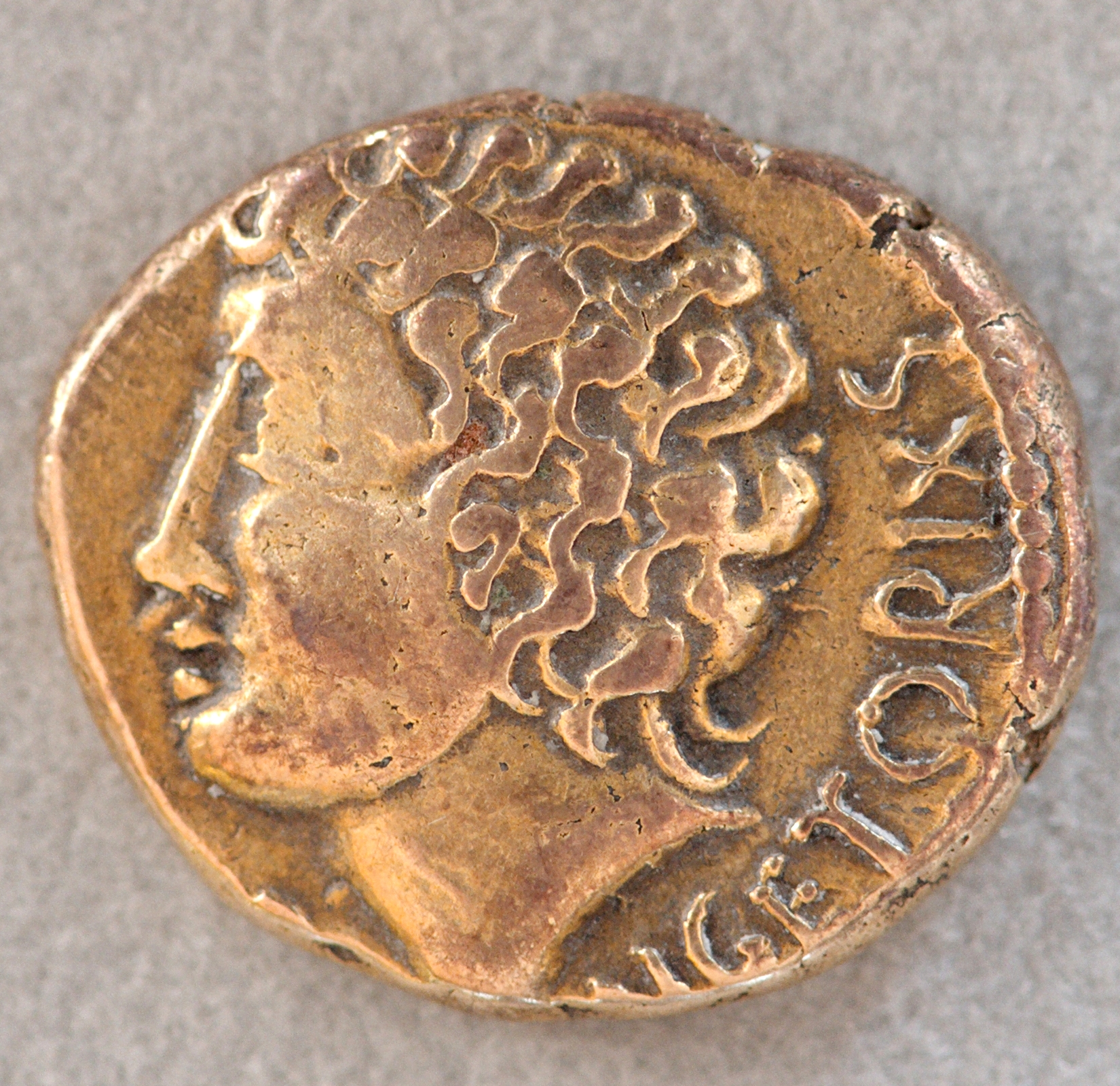
L'assimilazione e la persistenza di modelli mediterranei è testimoniata da stateri come questo, ispirato alla monetazione macedone, con legenda ed effigie di Vercingetorige o Apollo, emesso durante la rivolta del 52 a.C.

Paradossalmente, fu proprio questa evoluzione a rendere più facile la successiva conquista romana. Inoltre, l'incorporazione selettiva e la rielaborazione di elementi culturali mediterranei favorirono la romanizzazione successiva alla conquista, favorendo la vocazione continentale dell'Impero romano.

## Cronologia

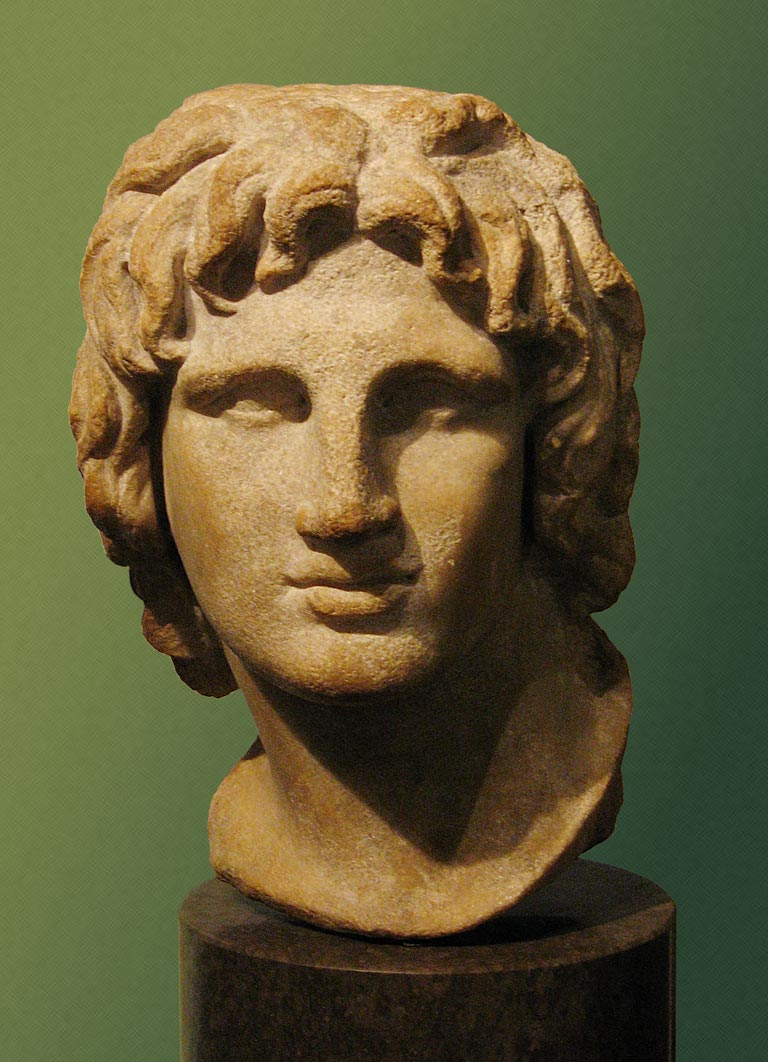
Busto di Alessandro (British Museum). Nel 335 a.C., lungo il Danubio, un Alessandro poco più che ventenne fu protagonista di uno scambio di doni con emissari celti.

### Contesto storico

#### Espansione danubiana
Nel IV secolo a.C. la pressione dei Celti verso i Balcani poteva esercitarsi verso quelle stesse aree danubiane in cui, alla fine del secolo precedente, si era forse avuta la migrazione legata al nome di Segoveso e documentata da alcuni resti archeologici, come quelli della necropoli di Stupava, presso Bratislava. Ma, più a sud del Danubio, ogni velleità d'invasione incontrava a quel tempo un ostacolo nella Macedonia di Alessandro Magno.

#### Rapporti con Alessandro: lo scambio di doni sul Danubio
Le fonti testimoniano peraltro dei buoni rapporti di xenía intrattenuti con il sovrano macedone: nel 335 a.C., nel corso delle sue vittoriose campagne contro i Triballi e i Peoni, alcuni emissari celti, dalla Pannonia o dall'Italia, incontrarono Alessandro, alla confluenza tra il Danubio e la Morava, per uno scambio di doni di ospitalità.
Su questo episodio è tramandato un aneddoto, riferito dal generale Tolomeo Lago e riportato da varie fonti: mentre si intrattenevano bevendo e conversando, il sovrano macedone avrebbe chiesto ai suoi interlocutori quale fosse la cosa più temuta dai Celti; immaginava di conoscere la risposta, ma ottenne in cambio la sorprendente replica: «Nulla, se non che il cielo ci cada sulla testa» a cui però aggiunsero che ciò che tenevano in conto, al di sopra di ogni cosa, era l'amicizia di un uomo come lui. Alessandro fu positivamente impressionato dalla spavalderia della risposta ma, una volta che i suoi ospiti si furono congedati, l'avrebbe stigmatizzata come una millanteria.
Un altro incontro si ebbe nel 324 a.C. a Babilonia, quando emissari celti fecero parte di una rappresentanza di popoli occidentali al cospetto di Alessandro.

### Prime invasioni (310 e 298 a.C.)
Il regno di Alessandro si concluse in poco più di un decennio e le successive incursioni celtiche furono favorite dal clima di discordia tra i diadochi che fece seguito alla sua morte. Un ruolo importante lo ebbe anche il concomitante allentamento delle tensioni militari nella penisola italica. I Senoni, avevano infatti stipulato, intorno al 332-331 a.C., un trentennale trattato di pace con Roma; una delle conseguenze fu il disimpegno da quell'area di contingenti di guerrieri, che non tardarono a dirigersi verso la penisola balcanica.
Una prima ondata si ebbe già nel 310 a.C.; dodici anni più tardi, nel 298 a.C., un nuovo tentativo fallì miseramente di fronte alla vittoria di Cassandro sul monte Emo. Ma dopo il 281 a.C. si aprì un nuovo scenario, con la morte di Lisimaco, diadoco di Tracia, nella battaglia di Curupedio. Approfittando di questa nuova situazione, ebbe inizio nella penisola balcanica una più massiccia e aggressiva incursione di popoli celti.

### L'invasione del 280 a.C.

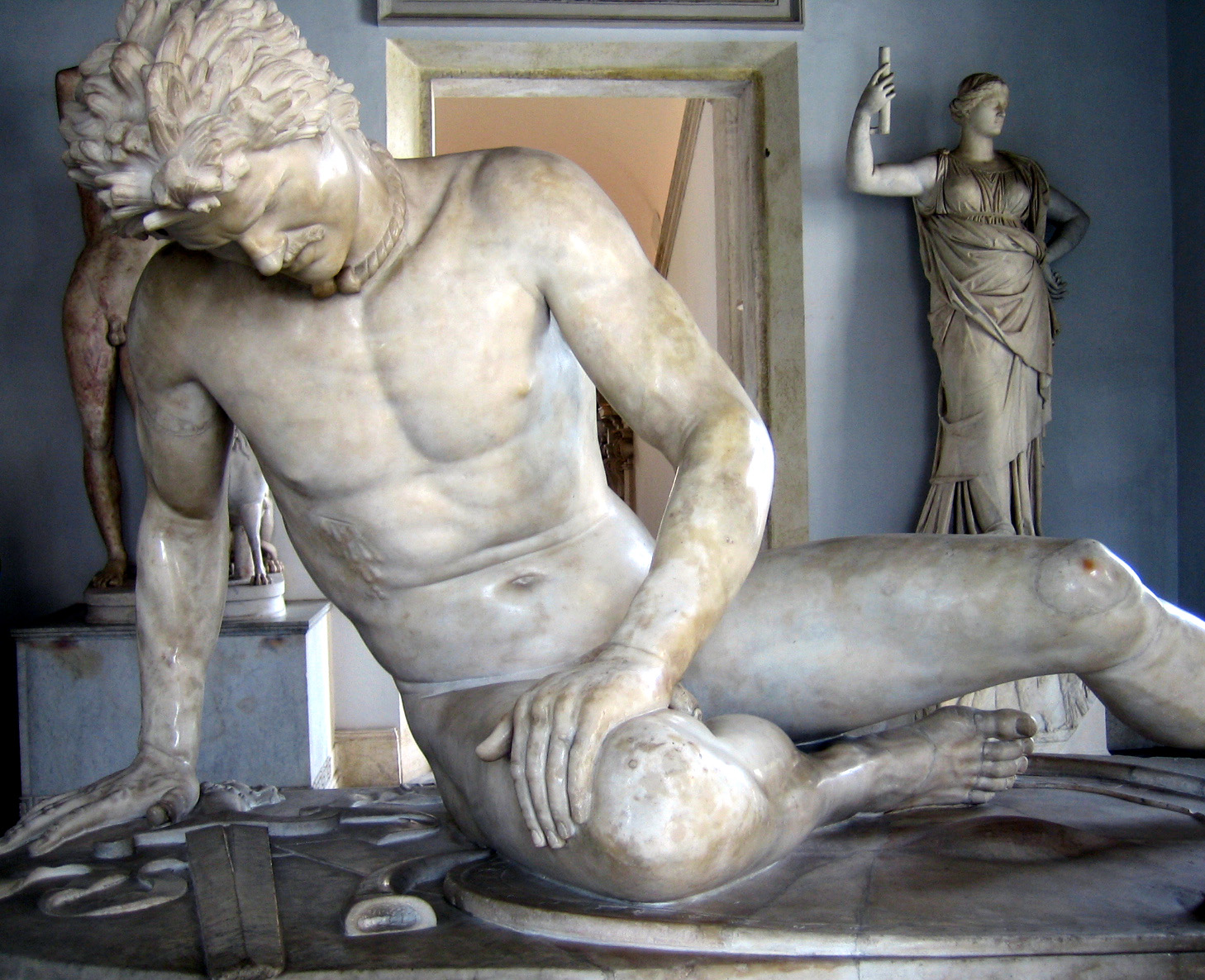
Il Galata morente, copia romana da un originale ellenistico rappresentante un guerriero celtico sconfitto (si noti il collo ornato dal caratteristico torque). Roma - Musei Capitolini.

Nel 280 a.C., infatti, imponenti forze celtiche si radunarono nell'area nord-occidentale della Pianura Pannonica, e si spinsero in tre armate nella penisola balcanica, fino a raggiungere la Grecia centrale. I Greci, forse adattando un termine impiegato da quelle stesse tribù celtiche, denominarono gli invasori γαλάται, anziché κελτοί o κέλται, termine con il quale identificavano gli abitanti autoctoni delle aree grecizzate presso la colonia di Massalia.

#### Invasione della Tracia e del Regno macedone
La prima delle tre armate, guidata da Ceretrio, dalla Pianura pannonica, sommerse ad est i Triballi e la Tracia. 
Un secondo contingente, comandato da Bolgio, risalì la Morava meridionale, invase il regno di Macedonia e ne catturò il giovane re Tolomeo Cerauno: questi, già ferito, fu giustiziato con la decapitazione; poi, già nel 279 a.C., senza preoccuparsi di consolidare l'egemonia così ottenuta, fece ritorno nelle pianure pannoniche dalle quali era mosso.
Il motivo di un così subitaneo rientro può essere dovuto al fatto che le truppe guidate da Bolgio erano organizzate solo per un'incursione, senza l'intenzione di abbandonare le terre carpatiche di recente insediamento.

#### La battaglia alle Termopili e l'assedio a Delfi

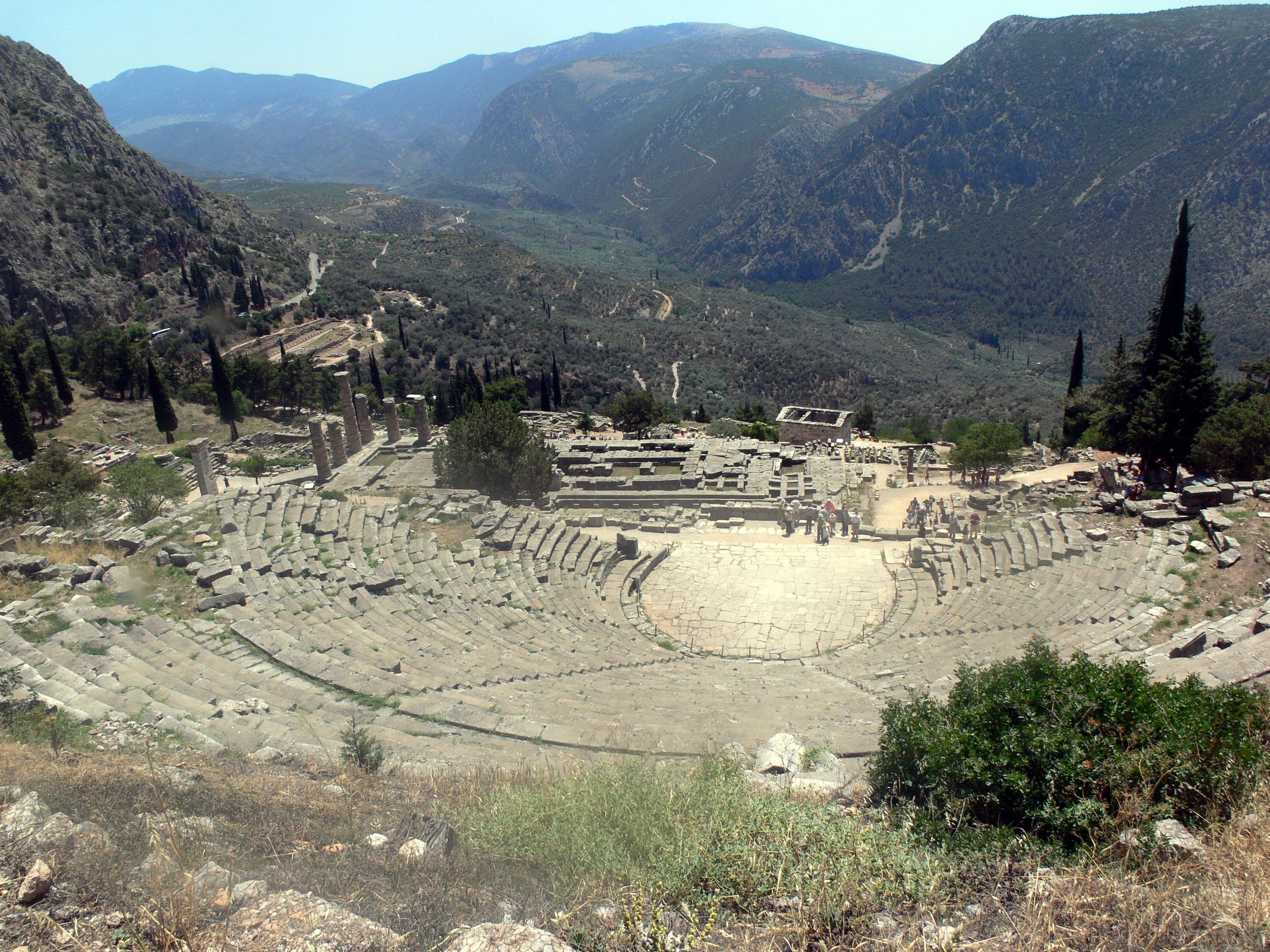
Il sito archeologico di Delfi: il teatro.

Una contemporanea armata di ottantacinquemila guerrieri, sotto il comando dei condottieri Akichorio e Brenno, invase la Peonia e puntò verso la Grecia centrale. Ventimila di questi, a causa di malintesi, si divisero dal corpo principale e ripiegarono in Tracia sotto la guida di Leonnorio e Lutario. L'orda dei 65 000 rimasti attraversò la Tessaglia e giunse fino alle Termopili, da dove mosse alla volta di Delfi dopo aver superato il fronte formato dalle popolazioni della Grecia centrale, Beoti, Focesi ed Etoli. Non sono note le ragioni di un simile proposito: probabilmente i Celti erano attratti dagli ingenti tesori che si favoleggiava fossero custoditi nel santuario, la cui fama varcava i confini del mondo ellenico.

#### L'assedio a Delfi
Brenno, giunto presso il santuario, rinunciò proprio in ultimo alla profanazione del tempio di Apollo: i Celti, ancora ebbri del vino bevuto nella notte precedente, si gettarono in battaglia ma subito dopo, allarmati da terremoti, frane e portentosi tuoni e fulmini, interpretati come segni dell'intervento di Apollo, non riuscirono a vincere la strenua resistenza degli assediati coadiuvati dai rincalzi Focesi ed etolici.
Ma a determinare l'insuccesso, oltre che la resistenza degli assediati, contribuì anche la rigidità dell'inverno balcanico e l'insorgere di un'epidemia.
Callimaco, nella lontana Alessandria, inserì una menzione dell'episodio nel suo Inno a Delo:
(Callimaco, Inni, IV)

#### Ripiegamento e suicidio di Brenno

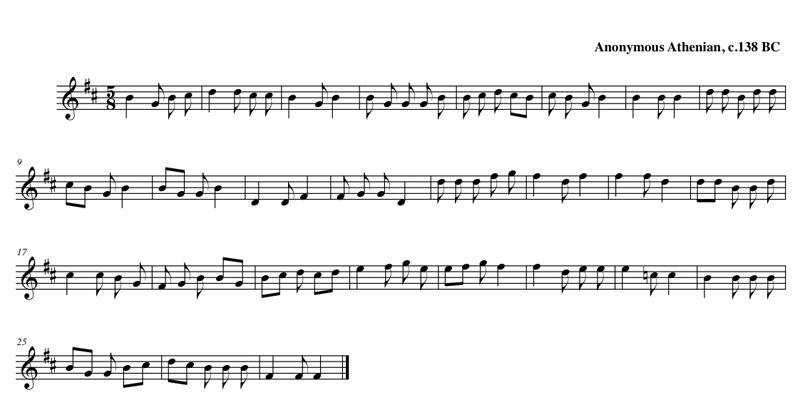
La trascrizione iniziale del primo degli Inni delfici: uno di essi, il terzo, giunto in maniera frammentaria, registra la miracolosa sconfitta dei Celti.

La rinuncia di Brenno, con gravi perdite, provocò il ripiegamento e la dispersione dell'armata: una parte fece ritorno nelle pianure danubiane a fondersi nella confederazione celto-illirica degli Scordisci mentre i guerrieri rimanenti puntarono verso la Tracia.
Nel frangente dell'assedio di Delfi anche Brenno era rimasto ferito: giunto ad Eraclea Sintica, incapace di sopportare il dolore, si suicidò.
Avvenne così, nel 278 a.C., il ricongiungimento in Tracia con i ventimila transfughi di Leonnorio e Lutario, e la conseguente ricostituzione, sotto la loro guida, di una parte importante delle iniziali forze della spedizione.
I due condottieri, a capo di tre tribù — Trocmi, Tectosagi e Tolistobogi — forti di diecimila combattenti (accompagnati da altri diecimila fra donne, bambini e schiavi), mossero dalla Tracia all'Asia Minore su espresso invito di Mitridate II e di Nicomede di Bitinia: Leonnorio passò attraverso il Bosforo, mentre Lutario superò l'Ellesponto.
Nicomede ne utilizzò i servigi mercenari per volgere a proprio favore la lotta dinastica che, nel 278 a.C., lo vedeva opposto al fratello usurpatore Zipoite II. Al soldo di Mitridate, furono vittoriosi in Cappadocia contro Tolomeo, nella prima guerra siriaca, ma quando tentarono di minacciare la Siria per conto proprio, vennero sconfitti da Antioco I nella battaglia che fu detta degli elefanti (ca. 275-272 a.C.) per il ruolo avuto dai pachidermi nel deciderne le sorti.

## Echi leggendari: il sacco di Delfi e l'oro di Tolosa

Migrazioni dei Volci Arecomici e Tectosagi nella Gallia meridionale e in Asia Minore nel III sec. a.C.

Alla tradizione greca dell'insuccesso celtico propiziato dall'intervento divino, la tradizione romana sostituì una diversa versione. La spedizione alimentò infatti la leggenda letteraria del cosiddetto aurum tolosanum, l'oro di Tolosa, un favoloso e maledetto tesoro — circa 70 tonnellate d'oro — che i romani, dopo aver sconfitto i Volci, avrebbero rinvenuto nel 105 a.C. in un santuario celtico presso Tolosa. Esso, secondo la tradizione, era costituito dal bottino sacrilego di Delfi, successivamente traslato in Gallia da un gruppo tribale di Volci Tectosagi migrati successivamente nella regione di Tolosa.
Il proconsole di Gallia Quinto Servilio Cepione, vincitore dei Volci, fu accusato di averne sottratto una parte simulando un'azione brigantesca nei pressi di Marsiglia durante il trasporto verso Roma. Ben presto la maledizione che accompagnava quel tesoro l'avrebbe colpito: l'"oro maledetto di Delfi" sarebbe stato la causa della rovinosa disfatta di Arausio subita l'anno successivo, presso Orange, dall'esercito romano da lui condotto contro Cimbri e Teutoni. Caduto in disgrazia, accusato di malversazione, Cepione venne condannato all'esilio e finì i suoi giorni a Smirne.
La menzione di una conquista di Delfi e del relativo sacco è riportata da Strabone nella sua Geografia. Ma, nello stesso passo, lo storico greco prende le distanze dalla notizia, appoggiandosi all'autorità di Posidonio. Il suo scetticismo è condiviso dai moderni storici per motivi analoghi a quelli indicati da Strabone: il santuario di Delfi era già stato saccheggiato dai Focesi nel corso della terza guerra sacra..

## Conseguenze
L'invasione celtica coinvolse gran parte del mondo ellenistico, lasciando fuori praticamente il solo Egitto tolemaico. Fu un banco di prova per il nuovo aggregato politico-culturale di fronte ad elementi di intensa turbativa esterna: in quell'occasione, «tutta la nuova grecità (fatta eccezione per l'Egitto) si misurò sulla questione celtica, ma la capacità di reazione degli stati ellenistici fu all'altezza della situazione».

### L'egemonia in Tracia e il regno di Tylis
Nel 277 a.C. la retroguardia celtica rimasta in Tracia subì presso Lisimachia, nel Chersoneso Tracico, una severa sconfitta ad opera di Antigono Gonata, nipote di Alessandro. Costretti ad arretrare nell'odierna Bulgaria orientale, in un'area del regno tracico di Lisimaco, guidati da Comontorio, vi fondarono il regno di Tylis, un'entità non ancora individuata archeologicamente ma che ha lasciato testimonianze indirette nell'adozione di armi celtiche da parte delle popolazioni circostanti. Questo insediamento si distinse per l'imposizione di pesanti tributi alla vicina Bisanzio, esercitando probabilmente una pressione verso nord, come testimoniato ad Olbia (Ucraina) da un'iscrizione celebrativa di una vittoria sui Celti. È possibile anche un'attività mercenaria in Russia meridionale, al servizio delle colonie greche del Mar Nero, come farebbe pensare il ritrovamento in quei luoghi di armi riferibili ad una provenienza celto-italica.
Ma la durata di Tylis fu effimera: pochi decenni dopo, durante il regno del figlio di Comontorio, Cavaros, fu distrutta dai Traci, nel 212 a.C.

### I Galati

Il Galata suicida, da Pergamo, un altro aspetto dell'iconografia ellenistica del popolo celtico. Museo nazionale romano di Palazzo Altemps.

La vicenda del popolo dei Galati è legata proprio agli ultimi atti del ripiegamento balcanico, alla fine del quale andò a formarsi il primo nucleo di quei Galati che, sconfitto ed eliminato Zipoites, abbandonata la Bitinia carichi di bottino e decisi a fermarsi in Asia Minore, si mossero in cerca di un territorio da abitare. Minacciarono così le ricche città, da Ilio fino a Mileto, dove rapirono le partecipanti alle Tesmoforie per liberarle, quasi tutte, in cambio di un riscatto. Dopo la vittoria contro Tolomeo furono fermati da Antioco I nella battaglia degli elefanti. Sconfitti, si stabilirono definitivamente, nel secondo quarto del III secolo a.C., in un'area compresa tra la Frigia orientale e la Cappadocia, nell'Anatolia centrale, lungo il medio corso del fiume Halys e del Sangarius, una regione che, dopo il loro insediamento, assunse il nome di Galazia.

#### Integrazione e conservazione: la lingua dei Galati
Della loro lingua, il galata, una variante del celtico continentale, San Girolamo, che aveva appreso il celtico a Treviri, attesta in prima persona la sopravvivenza almeno fino alla fine IV secolo d.C.. Solo dopo quella data dovette completarsi, con l'assimilazione linguistica, il processo di ellenizzazione dei Galati. Nonostante la prolungata persistenza, anche la loro lingua dovette cedere il passo alla Koinè.

#### Forme di organizzazione
I motivi di una così lunga sopravvivenza vanno cercati nelle forme assunte dal loro insediamento e la loro organizzazione, dettagliatamente descritti da fonti greche: il loro popolamento, attestato su alture collinari, manteneva un carattere prevalentemente rurale, a cui erano connaturati fattori di coesione e conservazione basati su vincoli di sangue. 
L'integrazione, anche linguistica, con i popoli circonvicini rimase appannaggio soprattutto della loro élite oligarchica, che manifestava in questo modo la capacità di adattarsi, senza grossi sconvolgimenti, a una realtà diversa ed ostile.. Nel II secolo a.C., ad esempio, l'onomastica della classe dirigente era già totalmente ellenizzata, mentre in epoca augustea le Res gestae divi Augusti del Monumentum Ancyranum (ad Ancyra) furono redatte in iscrizione bilingue greco-latina, mentre San Paolo, rivolgendosi loro da Efeso, compose in greco la sua famosa Lettera ai Galati.
Questi elementi sono considerati indicativi delle forme di organizzazione di cui erano dotati i Celti: essi garantivano un insieme di forza militare, coesione e mobilità, grazie al quale si mostrarono capaci di movimenti migratori unitari, e di forme di convivenza e integrazione a stretto contatto di radicate popolazioni autoctone.
Le loro oligarchie conobbero una sorte analoga a quella descritta da Cesare per la Gallia del I secolo a.C.: lotte intestine per il predominio ne indebolirono la forza militare.

### Stabilizzazione del Regno di Macedonia
La sanguinosa vittoria di Antigono Gonata sui Galati a Lisimachia, nel 277 a.C., aveva sopraffatto solo la retroguardia di una migrazione che, in massima parte, aveva già varcato l'Ellesponto, ma consentì comunque al vincitore di ascriversi il merito di aver vendicato decenni di sconfitte inflitte ai Greci dai Celti. Grazie a questa vittoria, ai sussulti dell'invasione celtica, compresa l'eliminazione fisica di Tolomeo Cerauno, grazie anche alla successiva scomparsa di Antipatro Etesia, e del suo successore Sostene, egli poté infine garantirsi il dominio sulla Macedonia (277 o 276 a.C.). La sua figura, che solo pochi anni prima sembrava votata a un'inesorabile eclissi, fu in grado di assicurare al regno un secolare periodo di stabilità. Questo nuovo assetto, grazie anche all'alto profilo intellettuale di Antigono, segnò inoltre l'inizio di un'importante età di fioritura culturale.

### Anfizionia delfica
Il miracoloso salvataggio del santuario delfico portò, nel 278 a.C., all'istituzione delle celebrazioni annuali «della salvezza» (le Sotéria), successivamente riorganizzate con la previsione di una manifestazione principale su base quadriennale. Alla nascita di queste manifestazioni, e alla supremazia esercitata nel fronte comune che si era opposto ai Celti, viene fatto risalire l'ingresso e l'egemonia degli Etoli nell'Anfizionia di Delfi: nella primavera del 277 a.C. gli Etoli parteciparono con due ieromnemoni. I Focesi, esclusi dopo la terza guerra sacra, vennero riammessi, mentre in breve tempo i Tessali furono estromessi dalla lega sacra. L'egemonia degli Etoli nell'anfizionia si esercitò attraverso una composizione fatta di soli popoli amici, un assetto inedito per l'antica lega anfizionica e che durò fino all'inizio del II secolo a.C..

## Conseguenze culturali

### L'onda di ritorno
L'onda migratoria di ritorno degli invasori produsse importanti conseguenze. Un riscontro lo ha fornito l'archeologia dell'area danubiana che ha restituito, insieme ai vasi bronzei greci, frutto di bottino o di scambi, anche oggetti di fattura locale segnati da una chiara impronta ellenica: forme vascolari in terracotta imitano le volute dei kantharoi ellenistici mentre su monili e anse di produzione centroeuropea il ketos, il tipico mostro marino serpentiforme, va talvolta a sostituire il motivo iconografico celtico del serpente dalla testa di grifone. Ne sono esempi l'ornamento bronzeo della brocca vinaria di Maloměřice o di un corno potorio ungherese; ma la diffusione di questa variante iconografica raggiunse anche aree più lontane, come testimoniato da una moneta aurea proveniente dalla zona di Le Mans e attribuita alle prime emissioni del III secolo a.C. del popolo degli Aulerci Cenomani.

### Campagne mercenarie
Pur in assenza di fonti esplicite, si ritiene che il riflusso migratorio non si sia fermato alla sola area danubiana. Gruppi di guerrieri celtici, con le loro famiglie, si spinsero più ad ovest, verso la Gallia meridionale, un esodo adombrato nella stessa leggenda dell'oro di Delfi, e più oltre, a sud, verso i centri di reclutamento mercenario controllati dai Cartaginesi. Negli anni successivi, i Celti si inserirono in maniera stabile nel mercato mediterraneo delle forze mercenarie.
Li ritroviamo al soldo dei Cartaginesi nella prima guerra punica, dapprima impiegati nell'assedio di Agrigento del 263 a.C. e, successivamente, impegnati in operazioni in Sardegna. Infine, tremila di loro, al comando di Autarito, furono coinvolti nella famosa rivolta mercenaria di Cartagine che dal 241 a.C., a conclusione della guerra punica, imperversò per anni e mise a repentaglio la stabilità della città, appena sconfitta da Roma.
Nonostante la retorica anti-celtica, neppure i sovrani ellenistici rinunciarono ai loro servigi.
Antigono Gonata assoldò nel suo esercito i superstiti della battaglia di Lisimacheia; furono forse gli stessi che, nel 274 a.C., schierati in retroguardia contro Pirro, si lasciarono massacrare senza indietreggiare, dopo la defezione dell'avanguardia macedone.
Quattromila Celti, intorno al 277-276 a.C. morirono su un'isola del Nilo, dopo esservi stati confinati da Tolomeo Filadelfo che, avutili al suo servizio, voleva impedirne la ribellione.
Lo stesso Attalo I di Pergamo, pur celebratosi vincitore sui Galati, non si fece scrupolo, nel 218 a.C., di farne arrivare in gran numero dalla Tracia, come già in precedenza aveva fatto Nicomede I di Bitinia.
Questo nucleo di Celti, gli Aigosagi, furono da lui insediati presso l'Ellesponto ma, l'anno dopo, furono sconfitti da Prusia I di Bitinia.
Sono le tracce archeologiche lasciate da queste campagne militari mediterranee, per quanto esigue, a confermare le migrazioni, testimoniando l'origine centroeuropea dei contingenti celti.

### Influssi culturali: moneta, organizzazione urbana, scrittura
Questo bagaglio di esperienze e di beni materiali portò all'assimilazione, nella cultura di La Tène, di tratti culturali provenienti dal mondo ellenistico e cartaginese. Si trattò di un processo di rielaborazione che permise a quei prestiti di essere integrati e adattati alle forme, bisogni e modi di sentire celtici. Tra il terzo e il secondo secolo a.C., un'élite influente poté così promuovere una profonda trasformazione in cui le influenze di tipo iconografico, artistico e artigianale rappresentano solo uno degli aspetti di un processo i cui fenomeni emblematici sono la diffusione della moneta, della scrittura e la successiva adozione di più evolute forme urbane.

#### Moneta

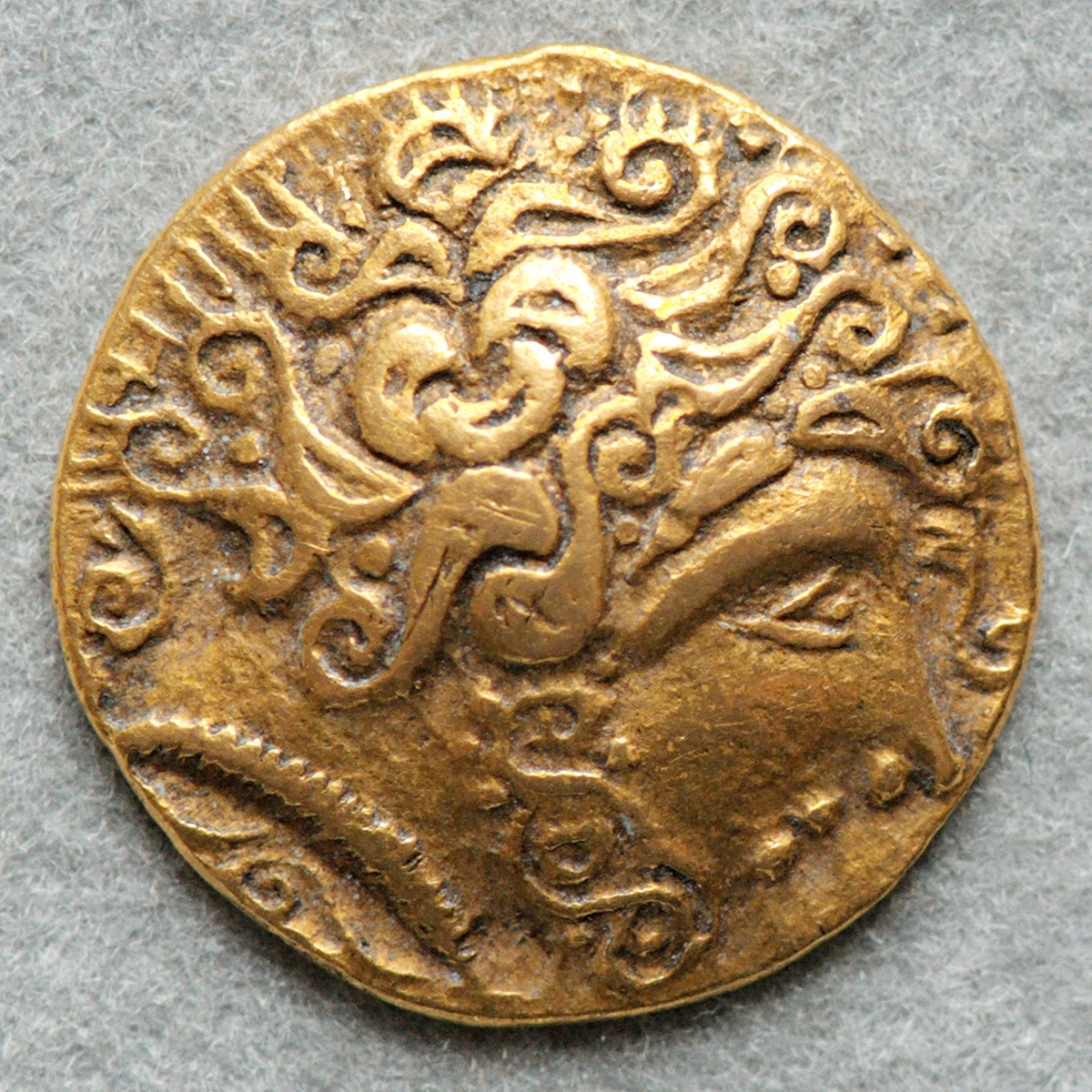
Statere d'oro degli Ambiani Parigi, Cabinet des médailles, Biblioteca nazionale di Francia

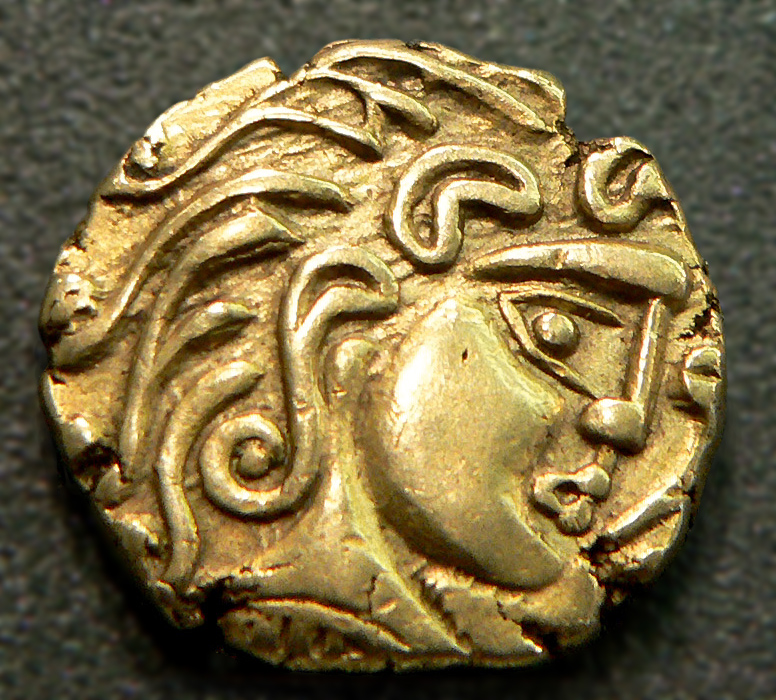
Statere dei Parisii,100/50 a.C. Parigi, Musée Carnavalet

A questo interscambio si deve la diffusione centroeuropea della moneta, secondo le tipologie più spesso utilizzate nel soldo mercenario: stateri aurei e tetradracme d'argento di Filippo e Alessandro, conobbero infatti una vasta irradiazione, prevalente rispetto alla monetazione cartaginese, la cui penetrazione centroeuropea è comunque attestata da ritrovamenti provenienti da un sito archeologico moravo, in corrispondenza di un importante snodo posto sulla via dell'ambra. È in questo contesto di rapporti mediterranei che va inquadrato il fenomeno delle emissioni celtiche: esse furono quasi sempre direttamente ispirate ai tipi monetali macedoni, salvo qualche eccezione, come in Baviera, dove è riconoscibile una stretta affinità con la monetazione romano-campana per le emissioni appartenute al periodo 225-217 a.C. o come è il caso del settentrionale popolo gallico degli Ambiani, per il quale è stata invece suggerita l'affinità con gli stateri tarantini circolanti tra il quarto e il terzo secolo a.C..

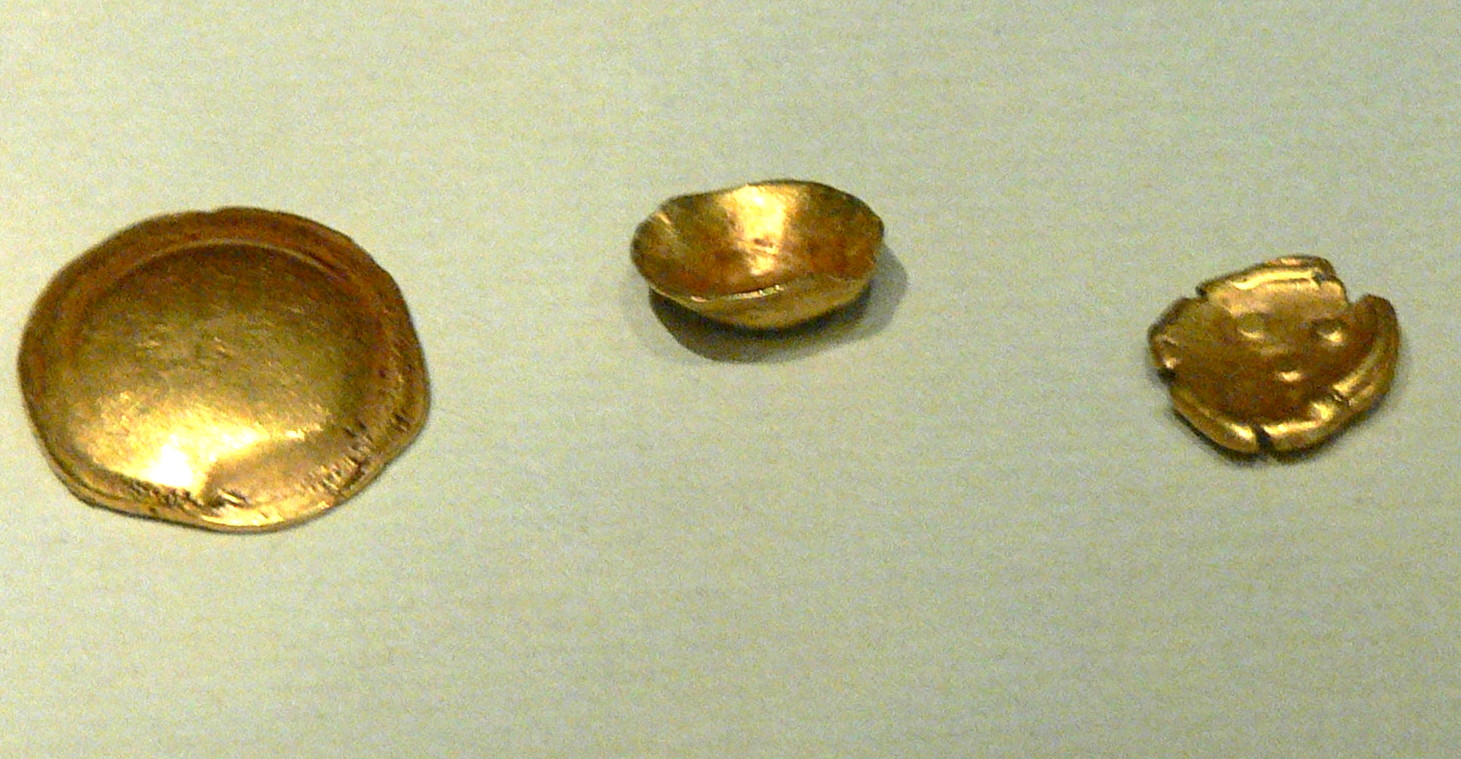
Coppelle dell'arcobaleno, monete auree celtiche al Deutsches Historisches Museum di Berlino.

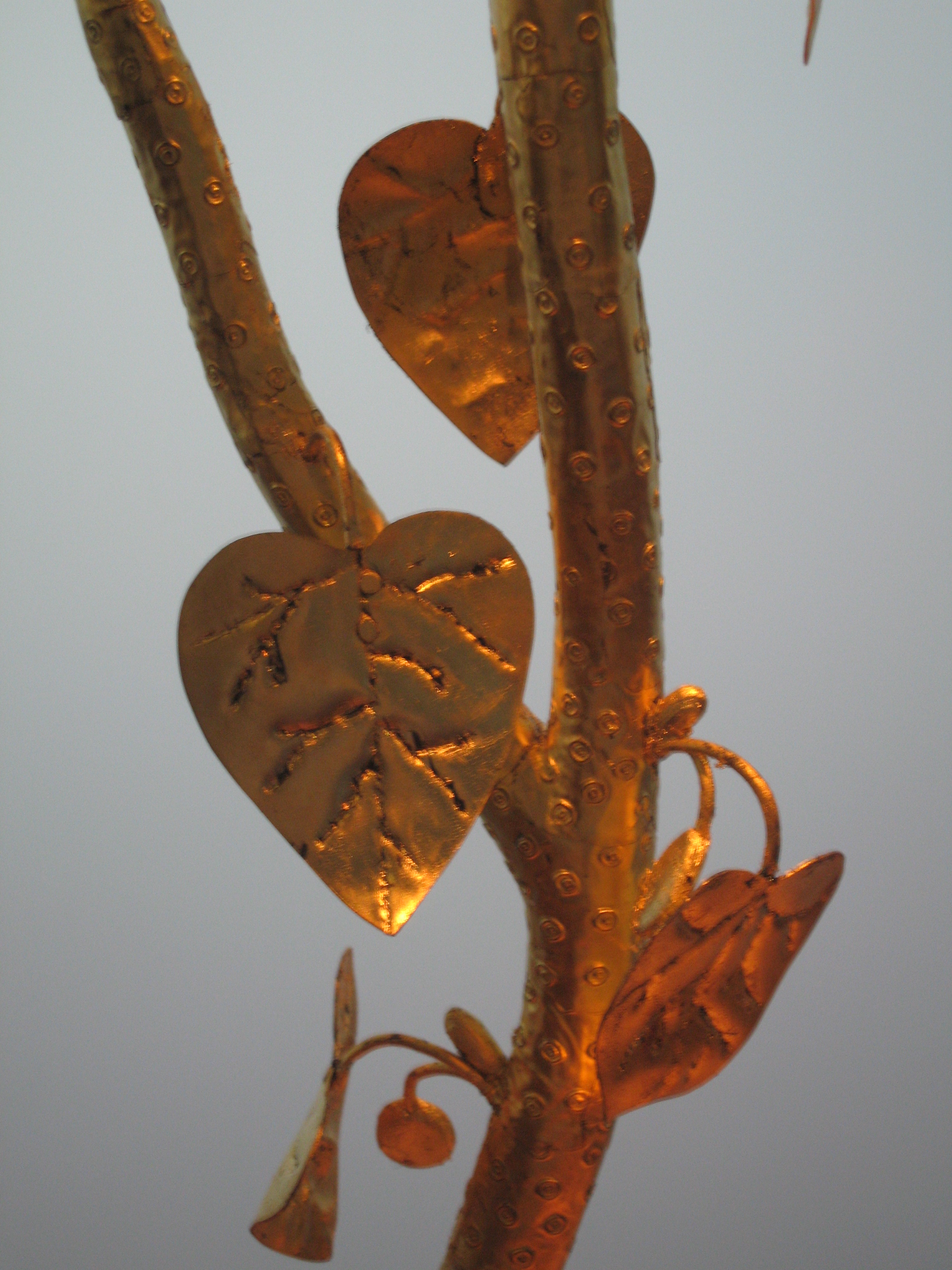
Il ramo cultuale placcato in oro, ricostruzione. (Keltenmuseum Manching).

Sebbene l'esatta determinazione della fase iniziale sia ancora incerta e dibattuta, la cronologia della monetazione celtica conosce ora dei punti fermi. Conii indipendenti dalla circolazione mediterranea appaiono talvolta nel quarto secolo a.C. e, soprattutto, nel terzo secolo a.C. ma l'iconografia, i siti di rinvenimento e l'associazione ad oggetti dal valore sacrale e votivo, come torque o alberi cultuali placcati in oro, mostrano come questi oggetti fossero correlati a deposizioni votive e a rituali magici piuttosto che a un utilizzo nello scambio mercantile. Perfino il rinvenimento di molti esemplari (coniati e riposti nel terzo secolo a.C. soprattutto dai Boi) è avvenuto in circostanze quasi magiche: riaffiorando dalla terra inzuppata dalla pioggia, si mostrarono splendenti agli occhi attoniti dei contadini della Germania meridionale del XVIII secolo i quali, con immaginazione poetica, ne attribuirono la creazione al contatto magico della terra con l'arcobaleno. Per le circostanze dell'apparizione e per la forma concavo/convessa dai due lati, si meritarono l'appellativo popolare di Regenbogenschüsselchen, coppelle dell'arcobaleno, una terminologia entrata nell'uso scientifico per indicare questo tipo di coniazione.
Solo in seguito al contatto con il mondo mediterraneo la moneta assunse una funzione nello scambio commerciale. Nonostante l'incertezza cronologica, l'utilizzo economico aveva comunque raggiunto, già alla fine del terzo secolo a.C. una notevole diffusione, che aumentò notevolmente nel corso del secolo successivo: la maturità e la flessibilità raggiunta a quell'epoca dal sistema di scambio monetario è attestata dall'uso di valori frazionari e dalla circolazione di conii argentei che si affiancarono alle emissioni auree.

#### Evoluzione urbanistica
L'apparizione della moneta fra i celti costituisce un fenomeno emblematico del sorgere di nuove aspirazioni ed esigenze, la cui affermazione pose i presupposti per un'altra innovazione: l'affermarsi, a partire dal secondo secolo a.C., di un sistema di insediamento e popolamento con forme di tipo urbano.

##### Fioritura deglioppida(II-Isecolo a.C.)

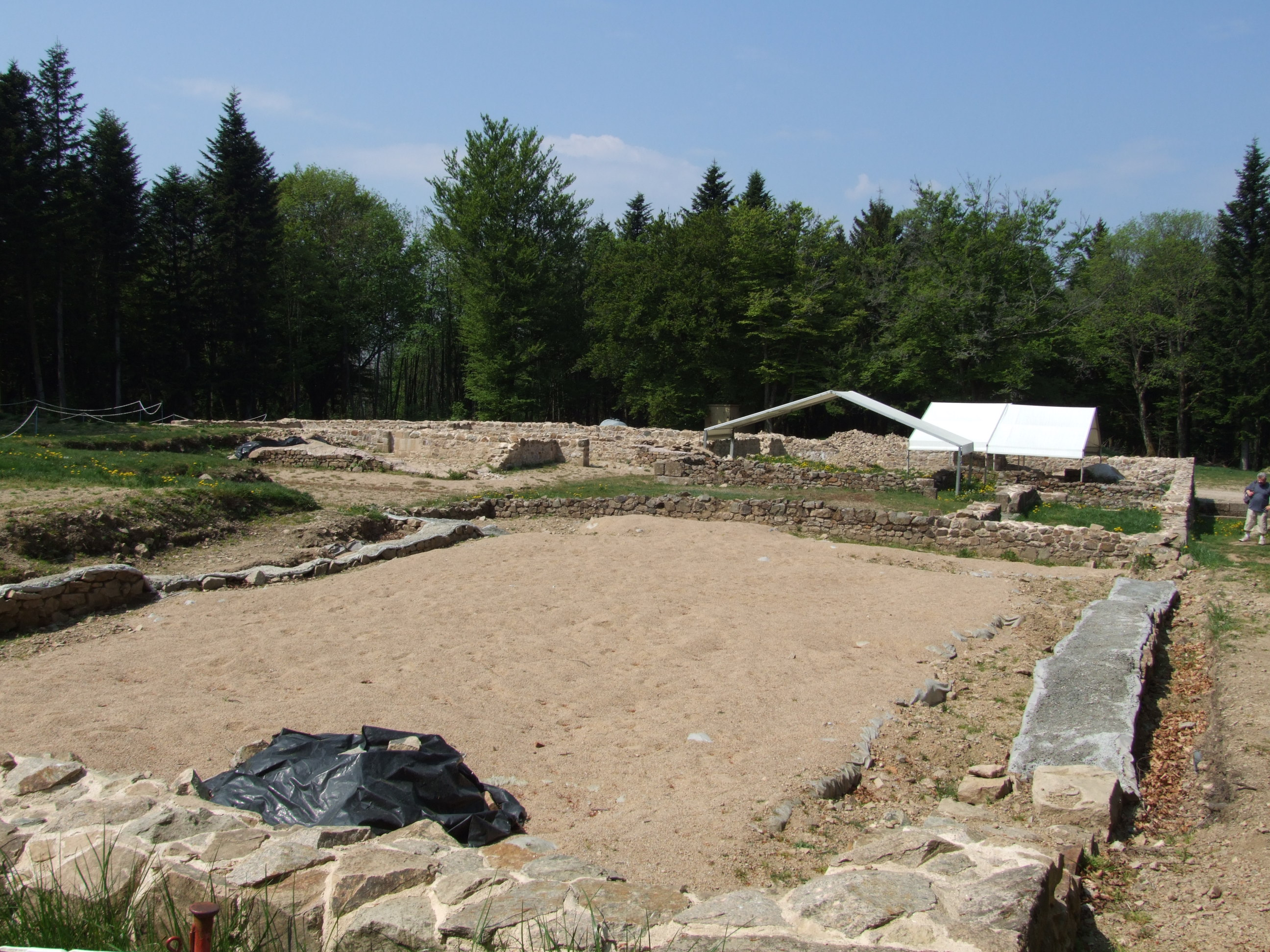
L'oppidum di Bibracte degli Edui, sul Mont Beuvray.

La trasformazione dell'organizzazione amministrativa si spinse verso l'adozione di schemi più complessi ed evoluti: si assiste all'emergere di una rete di strutture insediative dominate da élite oligarchiche. Sono quelle città galliche che Cesare descrisse nei De bello Gallico e che erano a loro volta articolate in un reticolo gerarchizzato e specializzato di fortezze di collina a carattere prettamente urbano, poste lungo le vie di comunicazione. Ad esse il generale romano diede il nome di oppida. 
Questi nuclei erano quasi sempre fortificati con una tipica realizzazione dell'architettura celtica, il murus gallicus, una muratura a secco ben descritta da Cesare

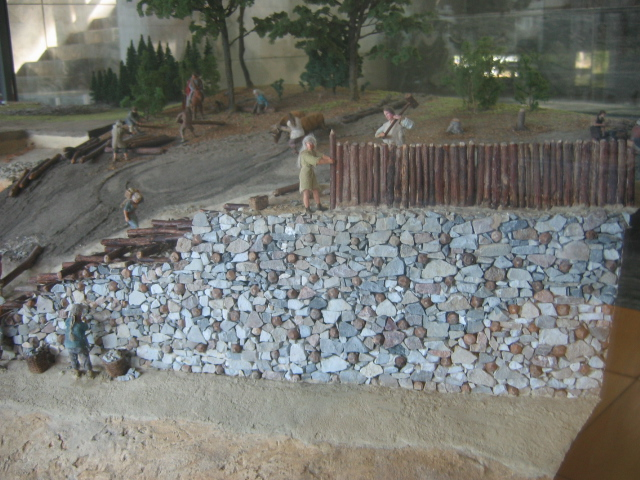
Il murus gallicus di Bibracte (plastico).

##### Pianificazione urbanistica

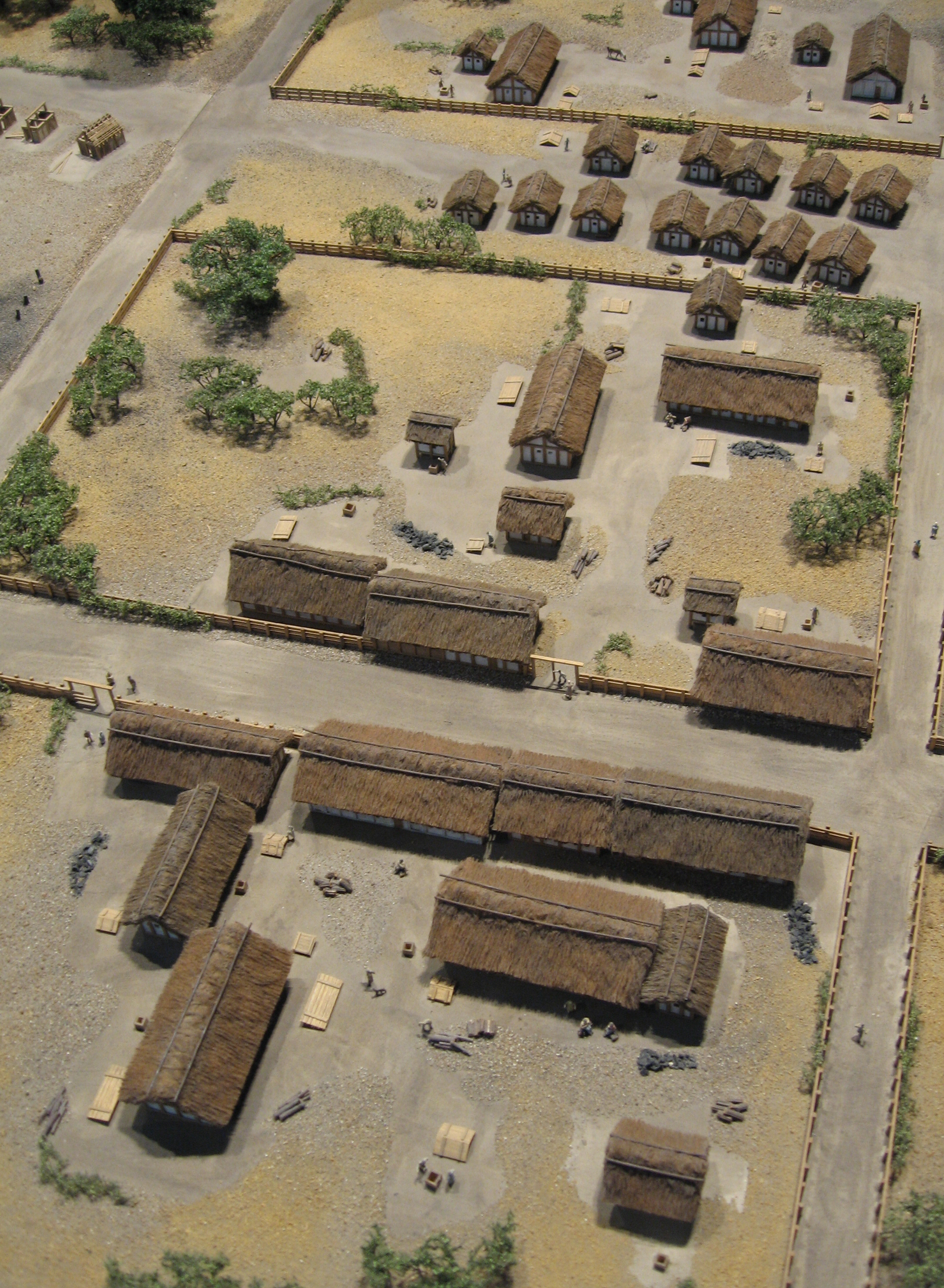
L'oppidum di Manching in Alta Baviera, qui in un plastico ricostruttivo, è un caso esemplare di pianificazione urbanistica regolare attraverso quartieri specializzati.

Gli scavi archeologici hanno permesso di dimostrare, almeno in un caso, come la fioritura degli oppida celtici non fosse il risultato di un fenomeno di emergenza. In Boemia, dal 170 a.C., si fa sentire il ritorno dei Boi ricacciati dalla Gallia Cisalpina, portatori di una cultura urbanistica assimilata nella Gallia Cispadana a contatto con il mondo etrusco-italiota. Si riconoscono i segni del consapevole perseguimento di un reticolo urbano attraverso una pianificazione preventiva e contestuale dei vari quartieri, la cui compiuta realizzazione richiese decenni. In altri casi, come a Basilea, il modello adottato fu diverso: i punti nodali erano costituiti da insediamenti aperti e privi di fortificazioni, la cui complessità riconduce ad una funzione urbana, non riducibile alla semplice tipologia del villaggio.
Le ricerche archeologiche hanno comunque chiarito che il proliferare degli oppida non fu dovuto, come si credeva un tempo, a necessità difensive nei confronti di Cimbri e Teutoni, né alla passiva assimilazione di modelli copiati dalla Gallia Narbonense ma fu invece la risposta alle necessità di una società fortemente dinamica e conflittuale.

##### Rapporti tra ceto produttivo e potere
In questo schema urbano è riconoscibile la dislocazione, lungo le vie maestre, di quartieri specializzati, con edifici dedicati alle attività artigianali, alle riunioni ed al culto. L'attività produttiva era appannaggio di una elite urbana al tempo stesso destinataria dei beni di lusso; essa concentrava un potere oligarchico che si esprimeva secondo forme e consuetudini politiche non ancora chiarite e forse variabili da luogo a luogo.

##### Relazioni con il potere druidico
In ogni caso la ricezione dell'influenza ellenica non si spinse a un punto tale da mettere in dubbio l'assetto del pervasivo potere druidico. La sola esistenza di un sistema di caste sacerdotali o sapienziali era del tutto incompatibile con le concezioni maturate nel mondo ellenico. Sappiamo da Cesare che nemmeno l'espressione del potere attraverso magistrature elettive poteva fare a meno del benestare druidico (un esempio è la scelta del vergobret degli Edui, la cui nomina senatoriale era sottoposta alla ratifica dei druidi, i quali, in mancanza di consenso, avocavano a sé la prerogativa di nomina). È però possibile che l'affermazione oligarchica, correlata alle nuove strutture urbane, abbia comportato una attenuazione dell'ingerenza del potere druidico, con l'indebolimento del rapporto diretto e privilegiato con la regalità.

#### Scrittura
La diffusione della scrittura in determinate aree della civiltà celtica, evidenzia un percorso comune a tutte le influenze di origine mediterranea: al pari delle altre, essa poté innestarsi con impatto profondo e durevole solo laddove esistevano i presupposti e condizioni favorevoli alla sua integrazione nel particolare sistema culturale celtico.
Bisogna infatti tenere conto della peculiare inclinazione culturale che negava pregiudizialmente alcun valore alla scrittura come tramite di conoscenze appartenenti alla sfera della scienza e della sapienza religiosa, due campi del sapere che la civiltà celtica, a differenza di altre culture mediterranee, concepiva come inscindibili. L'uso della scrittura era quindi relegato alle sole applicazioni di tipo commerciale e archivistico. Per questo motivo le manifestazioni più antiche della scrittura celtica poterono fiorire solo in aree periferiche, in contatto con civiltà urbane e in comunità interessate perlomeno da forme di insediamento protourbano, come i popoli della Cultura di Golasecca, i Celtiberi confinanti con la civiltà urbana fenicio-punica e i Galli delle zone circostanti Marsiglia L'uso della scrittura, tuttavia, per quanto precoce, non poté irradiarsi su più vaste aree se non quando il processo di trasformazione socio economica innescatosi nel terzo secolo a.C. non ne creò i presupposti. Il più evidente di questi fu dato dall'adozione di un evoluto sistema di scambio monetario. Ma l'ambiente naturale in cui poté stabilmente impiantarsi fu offerto dal diffuso sviluppo urbano un fenomeno che, dal secondo secolo a.C. in poi, sulla spinta dei contatti mediterranei, divenne il tratto unificante per vaste aree celtiche che, per altri versi, si presentavano profondamente e disomogenee.
L'uso della scrittura gallo-greca in Gallia, in Europa centrale e in area danubiana è attestato da evidenze dirette — circa 70 iscrizioni su pietra, una dozzina su metallo e osso e quasi 200 graffiti su ceramica, oltre alle legende monetarie — che ne testimoniano la diffusione nelle zone interessate da processi di trasformazione economica e urbana. I ritrovamenti mostrano anche come l'alfabeto utilizzato fosse sempre quello greco, sostituito solo in epoca più tarda da quello latino. Nel caso della Gallia meridionale e centrale, l'alfabeto appare derivato da quello ionico di Marsiglia, mentre per l'area centroeuropea non ci sono prove di un'origine massaliota. La frequenza di questi ritrovamenti, relativamente bassa, dipende da due fattori: l'ambito di utilizzo, ristretto all'uso archivistico-contabile, e il fatto di servirsi di supporti deperibili. Sono peraltro numerose, in Europa centrale, le fonti indirette costituite da utensili per scrivere, come stili, scatole per sigilli e telai di tavolette. C'è inoltre la testimonianza diretta di Cesare che, con il ritrovamento di tavolette iscritte nell'accampamento degli Elvezi, ci documenta l'utilizzo dell'alfabeto greco in Europa centrale nel primo secolo a.C. Questa testimonianza ci conferma la funzione essenzialmente archivistica della scrittura che Cesare, in un altro passo, attribuiva alla generalità dei Celti.

### Conseguenze sulla conquista romana
Paradossalmente, fu proprio la maggior complessità della topologia urbana e infrastrutturale a favorire la conquista romana: il controllo militare dell'intero territorio di una civitas fu reso più agevole proprio dalla possibilità di conquistare e dominare i centri nevralgici della rete urbana. Su quella stessa rete poté poi basarsi la successiva amministrazione imperiale.
L'incorporazione e l'elaborazione di tratti culturali mediterranei, permeando il substrato culturale celtico, preparò il terreno all'assimilazione successiva alla conquista, rendendo possibile l'integrazione di larga parte del mondo celtico nella struttura dell'Impero romano.

### Fonti primarie
- Tito Livio. Ab Urbe condita, V
- Strabone, Geografia, Libri IV, VII, XII
- Giustino. Epitome di POMPEO TROGO,
- Lessico di Suda, testo online (GRC, EN)  su stoa.org
- Pausania. Periegesi della Grecia. L'Attica. I, 4.1
- Polibio, Le Storie. IV.46
- San Girolamo, Commentarius In Epistolas Sancti Pauli ad Galatas, II.3, su Migne, Patrologia Latina, 26, col. 357A[collegamento interrotto](LA)  o in traduzione francese
- Paolo di Tarso, Nuovo Testamento. Lettera ai Galati
- Cesare, De bello Gallico, I, VI, VII,

### Fonti secondarie
- Albert Debrunner, Anton Scherer, Storia della lingua greca, Gaetano Macchiaroli editore, 1969,  par. 125, p. 79.
- Alexander Demandt, I Celti, Bologna, Il Mulino, 2003, ISBN 88-15-09306-0.
- Christiane Eluère, I Celti, barbari d'occidente, Universale Electa/Gallimard, 1984, ISBN 88-16-43628-X.
- Venceslas Kruta, Mondo greco e mondo celtico: incontro di due culture, in Giovanni Pugliese Carratelli (a cura di), I Greci in Occidente, Bompiani, 1996,  pp. 585-590, ISBN 88-452-2821-5.
- Venceslas Kruta, La grande storia dei Celti. La nascita, l'affermazione e la decadenza, Roma, Newton & Compton, 2004, ISBN 88-8289-851-2.
- Venceslas Kruta, I Celti e il Mediterraneo, Milano, Jaca Book, 2004, ISBN 88-16-43628-X.
- Domenico Musti, Storia greca, Roma-Bari, Laterza, 2003, ISBN 978-88-420-3968-6.
- Giuseppe Zecchini, Vercingetorige, Roma-Bari, Laterza, 2002, ISBN 88-420-6698-2.